# Castillo de Herrera del Duque
El castillo-fortaleza de Herrera del Duque, está situado en las inmediaciones del municipio de Herrera del Duque en la provincia de Badajoz (Extremadura). Ubicado en una elevación del terreno en la sierra Chamorro de 745 m s n m, domina la villa y toda su extensa comarca. Consta de un recinto amurallado del cual subsisten la mayoría de sus restos. Se edificó empleándose la piedra junto con la mampostería para pequeños detalles, como arcos, ventanas, etc. Fue encomendado a la Orden de Alcántara desde el siglo XV, fecha en la que aparecen las primeras referencias documentadas sobre el edificio.

## Historia
El período histórico del Condado de Belalcázar fue agitado en todos los sentidos. Los condes intervinieron personalmente en acciones bélicas. Los señores y la orden de Alcántara organizaron la defensa con el apoyo básico en los castillos, que sirvieron como puntos de vigilancia o de cobijo en caso de agresión. Al mando de las fortalezas, el maestre Gutierre colocó a miembros de su familia. Dentro del condado existieron tres grandes fortalezas encomendadas siempre a familias muy cercanas a los Sotomayor localizadas en Belalcázar, Puebla de Alcocer y Herrera. Todavía no había llegado la acción de centralizar la corte por parte de los Reyes Católicos, por lo que los nobles residían en sus casas palaciegas y fortalezas. De las tres fortalezas del condado, Belalcázar era la más importante, seguida de la Puebla y por último Herrera.
Sobre el castillo de Herrera se tienen pocos datos y de los tres castillos del condado es el que se conserva en peor estado. No se sabe exactamente la fecha de su construcción aunque se le atribuye al señorío de los Sotomayor, en torno a los siglos xv y xvi. El maestre don Gutierre ocupaba el mando del señorío en 1446, consiguió permiso para edificar el castillo de Puebla, siendo su construcción muy rápida a la vez que se levantaba el castillo de Herrera. El castillo fue de nueva planta y en él se emplearon para su construcción alarifes y soldados mudéjares bajo la protección del maestre, con una necesidad de acabarlo pronto. Estas fortalezas fueron utilizadas por la familia Sotomayor para afianzar su poder, como elemento atemorizador de la población del señorío. Eran castillos con más valor simbólico que eficaz en aspecto militar. La fortaleza perteneció sucesivamente a la Orden de Alcántara y a la jurisdicción de los Ducados de Osuna, Béjar, Vizcondado de Puebla de Alcocer, y hasta los inicios de siglo xix contó con alcaide nombrado por el titular correspondiente en los tiempos que estuvo ocupado por la Orden de Alcántara. Con el paso del condado a doña Elvira, se modificó gran parte del castillo para transformarlo en palacio. Posteriormente, fue adecentado interiormente con un estilo gótico, siendo comendador Arias Pérez.

## Arquitectura
El castillo constituye un gran ejemplo de edificaciones señoriales, levantados por los Sotomayor. El Castillo se sitúa a 15 km del límite de la provincia de Badajoz. Levantado en una cumbre de la sierra de Chamorro, de 745 m de altura, que le permitió dominar una gran extensión de terreno de las provincias de Córdoba, Badajoz y Ciudad Real. Desde él se puede ver el Castillo de Puebla de Alcocer a 25 km al Suroeste. El valor militar del castillo era grande por el dominio que ejerció sobre una extensa zona.

### Estudio externo

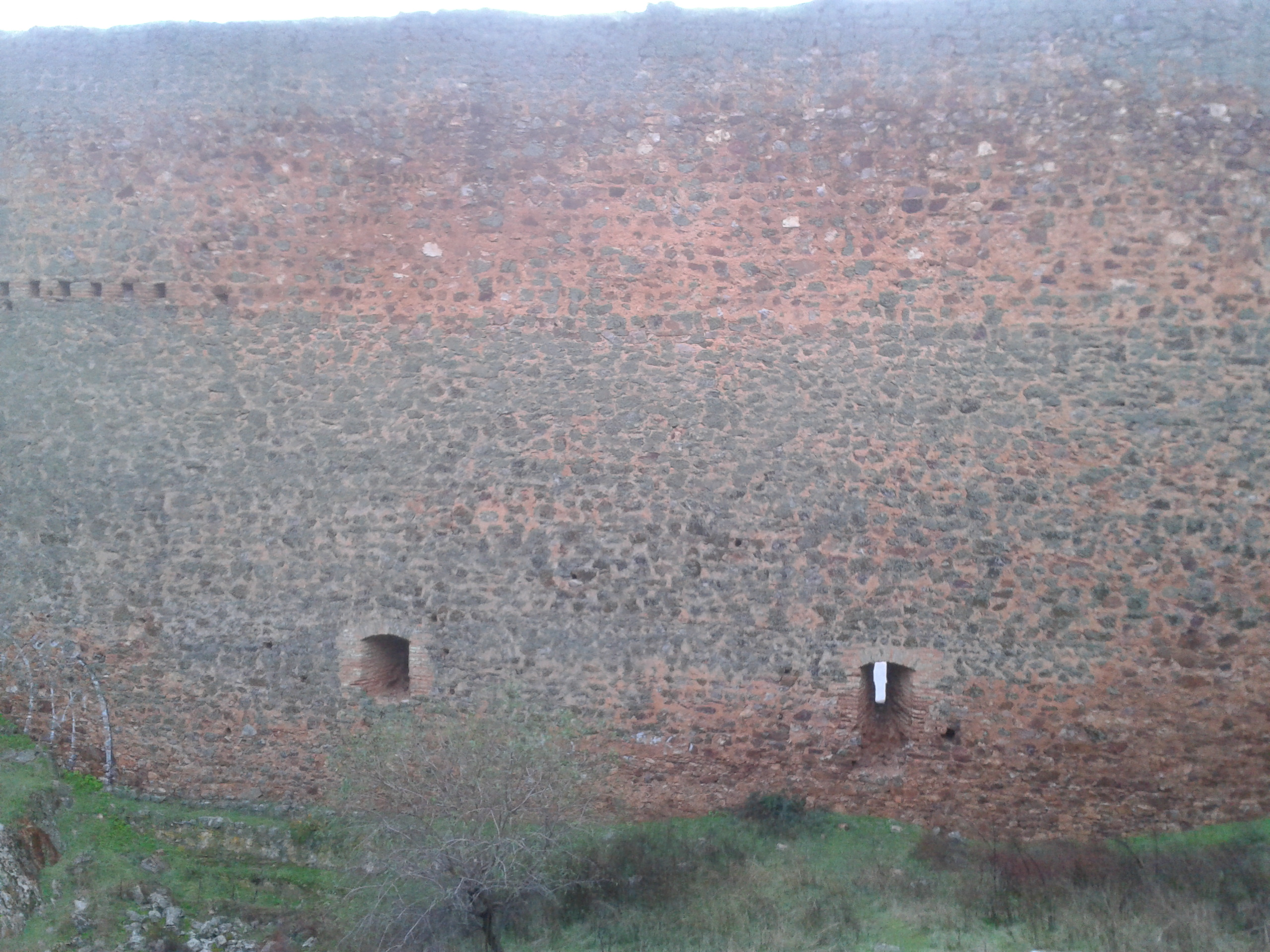
Lado oeste donde se aprecian dos ventanas saeteras.

El castillo-palacio de Herrera tiene forma de polígono irregular de 8 lados con 183 m de perímetro. Los muros tienen una altura media de 15 m por unos 3-4 de grosor, con una única puerta en la cara este. La fortaleza se levanta sobre roca natural, que le sirve de cimentación. 
- El lado norte, está formado por dos cortinas de casi 30 m cada una, formando ángulo abierto, con altura máxima de 15 m.
- En el frente oeste se presentan también dos lienzos de cortinas de 16 m de altura por 36 m de ancho. En este frente, existen dos ventanas saeteras, que usan como dintel un tosco sillar de piedra y jambas de ladrillo.
- El frente sur está formado por dos lienzos de 29 m de longitud; en este frente existen tres vanos, dos ventanas saeteras idénticas a las del lado norte y un gran ventanal, cuyo cerco se ha perdido y que corresponde a las habitaciones de la torre del homenaje, siendo la única gran ventana que asoma al exterior.
- El frente este, es único frente que sus dos lienzos forman el octógono y donde se encuentra la única torre del castillo que apenas puede apreciarse externamente. En este frente también se localiza la entrada al castillo.
- La entrada es compleja, está formada por un gran arco de 8 m de alto y 3 m de ancho. Es de ladrillo, con un gran arco cuyas impostas sobresalen de las jambas que oculta un matacán y descansa un muro hecho de sillarejo, mampostería, ladrillo y piedra. Tras el arco hay un espacio abovedado, conocido como la cámara de la puerta.[1]

### Estudio interno

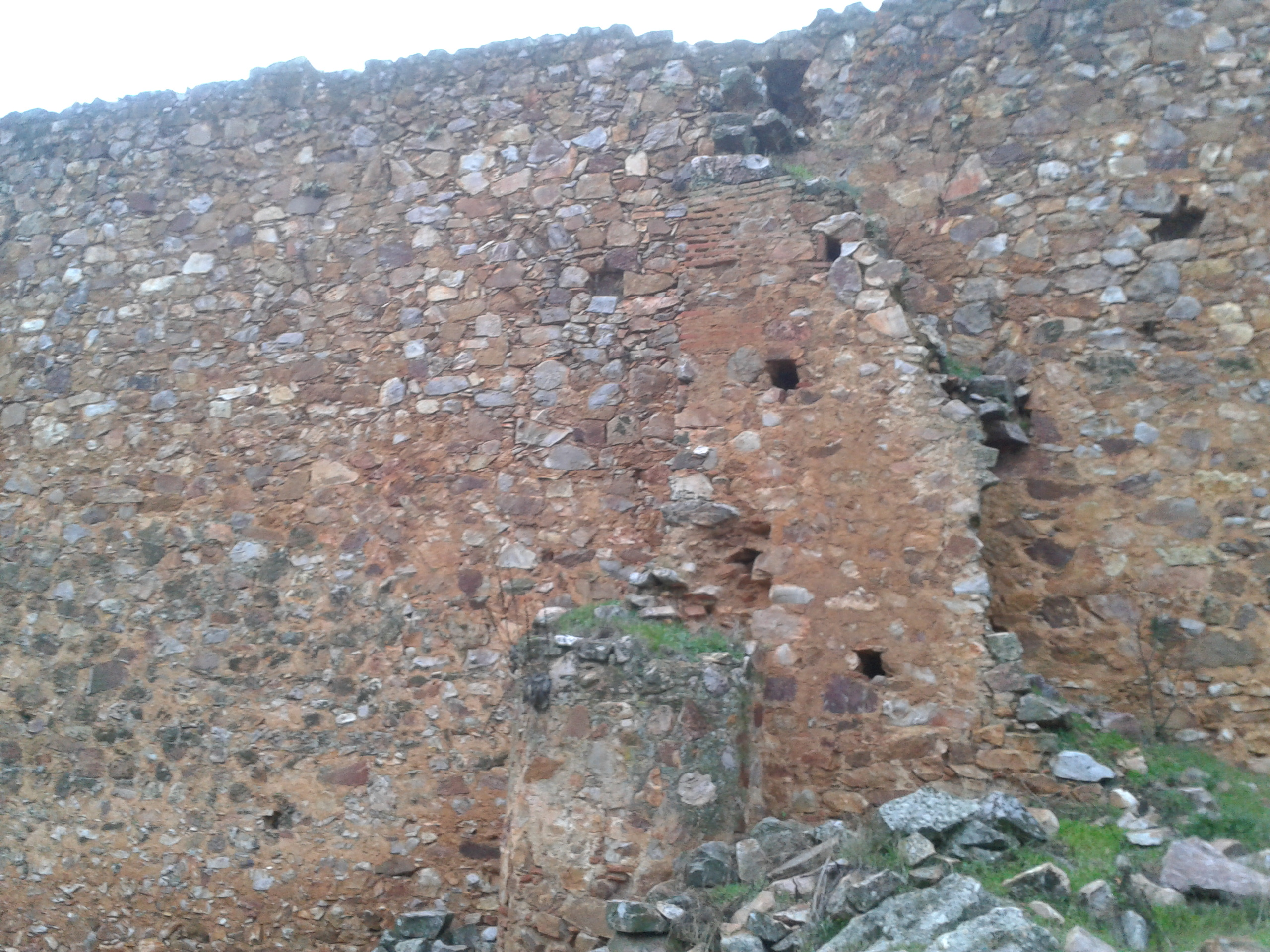
Escalera de acceso al adarve, hoy completamente destruida

Internamente, tras atravesar la entrada encontramos una cámara que da acceso a la Torre de homenaje, a las dependencias palaciegas y el patio del castillo. 
- La Torre de homenaje tiene planta cuadrada y mide 25 m de altura y 13,5 m de anchura en cada lado de su perímetro. Unida a los muros del recinto, forma el ángulo norte del mismo, defendiendo la puerta de entrada que da al Patio de Armas. La torre constaba de 4 plantas de unos 4 m de altura cada una, sin que se conserve ninguna. El grosor de sus muros oscila entre 2 y 4 m.
- Cámara tras la entrada. Tiene una superficie de 22 m², fue convertida en cámara de distribución, con tres puertas con arcos de ladrillos. Su segundo nivel tenía entrada por el pórtico superior de la zona palaciega y permitía llegar a la cámara del matacán, situada en el tercer nivel, comunicada con la torre del homenaje, por donde se alcanzarían el adarve.
- La zona palaciega está formada por dos grandes cámaras superpuestas con pórtico delantero, con comunicación exterior por una escalera. Cada cámara consta de 60 m² siendo cada uno salones. Un pórtico con columnas, orientado al oeste se abría delante de cada nivel. Haya restos de una puerta con un arco de herradura realizado en ladrillo junto con vanos de ventanas deteriorados. Tras la cortina sur existen construcciones arruinadas que debían ser las caballerizas.
- El Patio de Armas se organiza por medio de tres crujías que se abren al patio por una serie de arcos apuntados, reproduciendo las trazas originales de las dependencias del castillo.[1]

### Materiales y elementos arquitectónicos

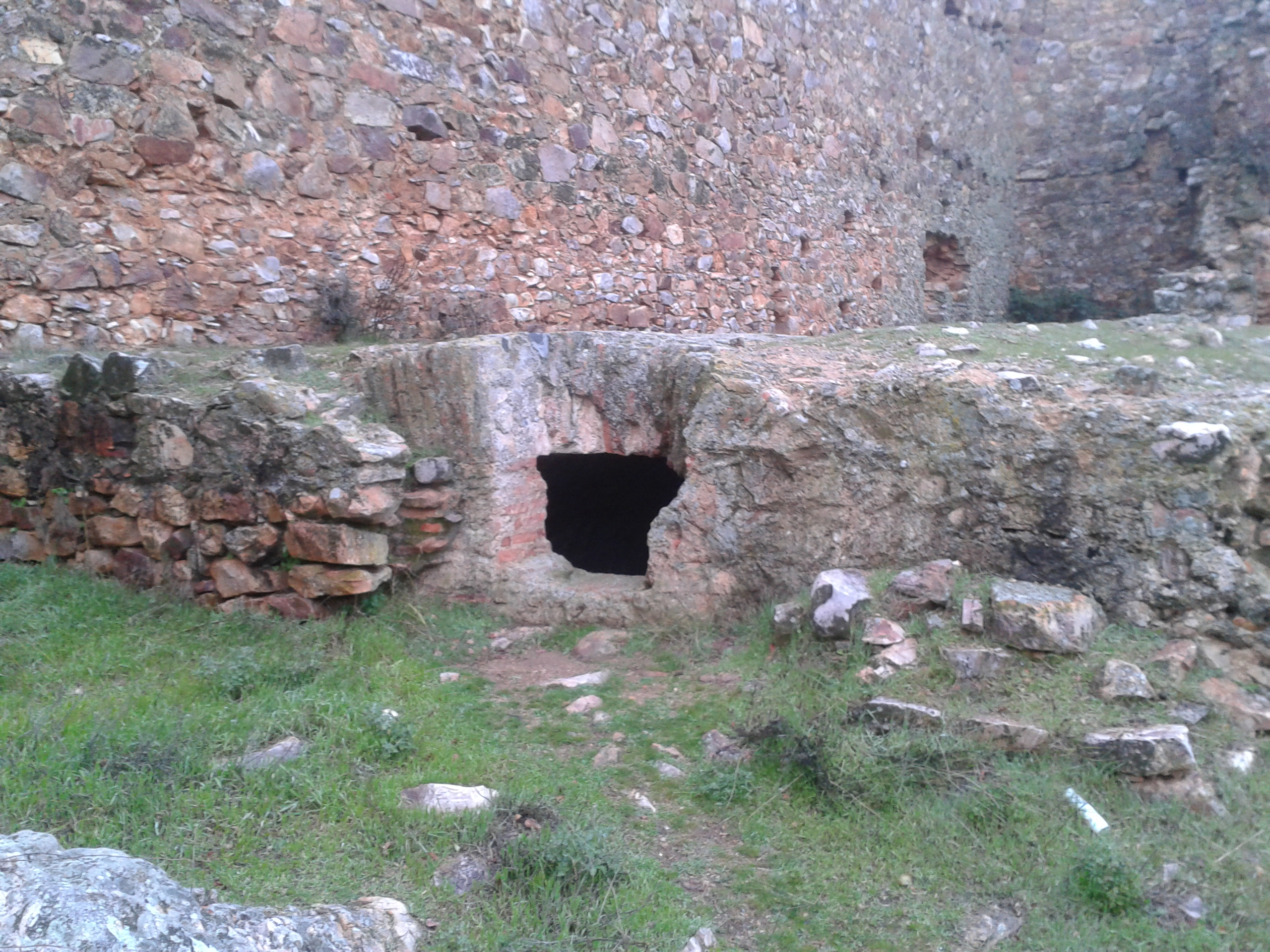
Aljibe del Castillo de Herrera del Duque

Los materiales utilizados son piedra y mampostería en hiladas, bloques medianos, en el interior y en el exterior del castillo. En ángulos externos usan grandes bloques labrados. Utilizan también ladrillo en ventanas y puertas. Las ruinas interiores manifiestan claramente que hubo en las fachadas de oriente y sur, salas altas y bajas con techos de madera de pino, y lo mismo otras habitaciones más pequeñas. También se usaron bóvedas de ladrillo en el aljibe, en la entrada y a nivel de los adarves. El arco de medio punto de ladrillo se utiliza en la portada principal, puertas interiores, matacán y ventanas. El castillo sufrió algunas reformas pues existen vanos cegados. Se conservan pocos elementos decorativos. En la ventana sobre la puerta, entrada, y en alguna portada interna, hay una muestra de preocupación estética en la disposición del ladrillo está muy cuidada. No tiene parapetos ni almenas aunque mantiene parte del camino de ronda pero la escalera de subida al adarve está arruinada. Tuvo barbacana y foso. El aljibe es una gran construcción subterránea que se mantiene en buen estado. Consta de una entrada y una bóveda de medio cañón de ladrillo enfoscado. Las plataformas son grandes bóvedas de ladrillo de forma triangular, a nivel de los adarves, que servían para colocar piezas de artillería.

## Conservación
Se encuentra protegido bajo la Declaración genérica del Decreto de 22 de abril de 1949, y la Ley 16/1985 sobre el Patrimonio Histórico Español.

## Propiedad y uso
El Castillo de Herrera del Duque es propiedad del ayuntamiento de la localidad para su uso turístico. Ha estado abierto hasta 2016. Que la corporación municipal del momento en colaboración con la diputación, realizó obras de conservación y coloco una puerta que cuadra mucho con el conjunto histórico.